# Shine (album de Daniel Lanois)
Pour les articles homonymes, voir Shine.

Shine est le troisième album du producteur et musicien canadien Daniel Lanois, publié en 2003.
Il s'agit de son premier disque en dix ans. On y retrouve le chanteur du groupe U2, Bono sur la pièce Falling at Your Feet qu'il a d'ailleurs écrite avec Daniel Lanois. On y entend aussi la chanteuse Emmylou Harris aux chœurs sur la chanson I love you. 

## Chansons
Toutes les chansons sont signées Daniel Lanois sauf indication contraire.
1. I Love You – 4:31
2. Falling at Your Feet (Bono, Lanois) – 3:41
3. As Tears Roll By – 3:55
4. Sometimes – 2:28
5. Shine – 3:30
6. Transmitter – 3:08
7. San Juan – 2:33
8. Matador – 5:02
9. Space Kay – 2:01
10. Slow Giving – 3:52
11. Fire – 3:38
12. Power of One – 3:43
13. JJ Leaves LA – 4:13

## Personnel
- Daniel Lanois : chant, guitare, basse, pedal steel guitar
- Bono : chant sur Falling At Your Feet
- Emmylou Harris : chœurs sur I Love You
- Malcolm Burn : guitare, claviers
- Aaron Embry : piano, orgue Hammond B3, melodica
- Daryl Johnson : basse
- Brian Blade : batterie
- Brady Blade, Jr : batterie

## Production
- Photographie pour la jaquette : Danny Clinch
- Photographie pour le livret : Adam Samuels, Jennifer Tipoulow, Jill Lanois

## Source
- https://www.discogs.com/fr/Daniel-Lanois-Shine/release/8573923